# 西厢记 (2013年电视剧)
《西厢记》（英語：Romance of the Western Chamber），播出時又稱《新西廂記》，中国大陆电视剧，改编自唐朝元稹《莺莺传》、元朝王实甫《西厢记》，导演路奇，主演周奇奇、张晓晨、邓家佳、孙坚、宋佳。2010年12月殺青，2013年1月30日於中国中央电视台电视剧频道首播。

## 播放平台
- 2013年1月30日  中国大陆 中国中央电视台电视剧频道
- 2014年7月22日  加拿大 城市电视 逢星期一至五西岸时间2:00 PM 及 8:30 PM

## 剧情
唐朝，书生张珙和相国千金莺莺在普救寺相遇之后，迅速热恋上对方，但是相国夫人不同意他们的亲事，经过红娘的协助，张珙最终娶得莺莺。

## 登場人物
| 演员   | 角色     | 备注 | 登場集數 |
| 周奇奇 | 崔莺莺   | 相国夫人之女，羞涩腼腆，知書識禮，经张珙点拨后内向性格转为外向性格，大胆表白、追求爱情和幸福。                                                                             | 全劇     |
| 张晓晨 | 张珙     | 字君瑞，河南洛阳人，本是相國府集賢殿的門生，后云遊四方。表面文弱傻气，實際上風度翩翩，堅強勇敢，文采非常了得，及後更勇奪狀元，後卻辭官，对爱情执着专一。                   | 全劇     |
| 邓家佳 | 红娘     | 机智聪睿、热情泼辣。 | 全劇     |
| 孙坚   | 郑恒     | 郑尚书的儿子郑恒，本性善良的武痴，暗戀莺莺卻苦藏於心，闖禍連連，成事不足卻敗事有餘，但處處為張崔兩人着想，曾被父親強迫冒了杜確的功，後為阻止父親篡位陰謀，終亡於父親箭下。 |          |
| 宋佳   | 崔夫人   | 相国夫人，专横跋扈，老气横秋，家教甚严，扼杀自由恋爱，封建礼教代表人物。後崔家經多番劫難後才有所領悟。                                                                     |          |
| 戚迹   | 杜确     | 白马将军，有勇有谋，有胆有略，最初爱上内向娇弱的莺莺，后和性格跟莺莺南轅北轍,果敢堅強且富正義感的红娘在一起。                                                              |          |
| 王绘春 | 郑德澤   | 兵部尚书，手握兵权，见主上孱弱，被鄭皇后加封太師，意图夺权篡位。 |          |
| 施大生 | 崔鈺     | 相國，一代名臣，清官，惜及後被鄭德澤陷害後氣絕身亡。 | 1-6      |
| 马晓伟 | 慧明和尚 | 相国夫人的情人，看破红尘而出家。 |          |
| 马精武 | 老皇帝   | 唐德宗李适，明君，但多病。 | 1,3-5    |
| 王姬   | 郑皇后   | 因皇帝多病，她成为朝廷实际掌权者。 |          |
| 鄭思仁 | 少皇帝   | 唐順宗李誦，因得鄭皇后扶持，終由從小膽小怕事而及後變成強悍的君主。 |          |
| 傅迦   | 孫飛虎   | 被郑德澤所騙，曾意圖作反，及後得知真相後決意改邪歸正。 |          |
| 陳寶轅 | 霍啟忠   | 鄭德澤的手下將領，杜確的死對頭。陰險奸詐，心机沉重，與杜確對立，多次追殺杜確和紅娘。                                                                                       |          |
| 周航   | 劉裕     | 鄭德澤的門生，原崔鈺的門生，張珙的死對頭。城府極深，詭計多端，多次陷害張珙，曾利用崔夫人把崔莺莺嫁給鄭恆。                                                                 |          |

## 制作
该剧的制作方是中国国际电视总公司、中国广播电影电视节目交易中心、西安曲江文化旅游有限公司、大唐芙蓉园景区管理公司、北京新世邦文化传媒有限公司。制作方表示将忠实于原著。
该剧拍摄于西安大唐芙蓉园以及陕西省其他地方。
该剧开拍之初，吴尊出演张珙的呼声非常高，但最终由张晓晨出演张珙。
该剧比以往“西厢记”题材电视不同的是增加了红娘的戏份。